# Różanystok
Różanystok ist ein Dorf der Gmina Dąbrowa Białostocka im Powiat Sokólski in der Woiwodschaft Podlachien, Polen.

## Geographie
Różanystok liegt nahe der Grenze zu Belarus 5 km südwestlich von Dąbrowa Białostocka und 29 km westlich von Hrodna, Belarus.

## Geschichte
Von 1975 bis 1998 gehörte das Dorf zur Woiwodschaft Białystok.

## Sehenswürdigkeiten
- Barockkirche aus dem 18. Jahrhundert[3]
- Villa „Zielona Dacza“ (ehemalige Sommerresidenz der Schwester von Zar Nikolaus II.)